# ソシエテ・ユーロピーネ・デ・プロパルジオン
ソシエテ・ユーロピーネ・デ・プロパルジオンSociété européenne de propulsion 略称SEPとはフランスの会社でスネクマの前身で現在のサフラングループである。主要な活動はロケットエンジン、人工衛星の機構、耐熱材料(炭素複合材を含む)の開発であった。

## 歴史
SEPは1969年SEPR(Société d'Etudes de la Propulsion par Réaction)とスネクマの宇宙機器部門が合併して設立され、1971年にヴェロニクのエンジンを開発したヴェルノンの国防省の弾道技術・航空力学研究所が加わった。
ヨーロッパ共同でのアリアン計画でのロケット開発における産業活動は新たに創設されたソシエテ・ユーロピーネ・デ・プロパルジオンに分離された。防衛分野の活動はLRBAの元に留まった。
SEPは1997年に法人化され、フランス政府が最大の株主であるスネクマの一部門(« スネクマのSEP部門 »)になった。持ち株会社のスネクマの再編により消えた。活動はスネクマに引き継がれ、小型と大型の液体燃料ロケットエンジンと人工衛星の機器はSnecma Moteurs(スネクマ モートルズ)が、固体燃料ロケットエンジン、複合材はSnecma Propulsion Solide(スネクマ・プロパルジオン・ソリッド)が引き継いだ。スネクマとSAGEMグループの合併によりスネクマ モートルズはスネクマから社名を引き継いだ。

## 拠点
SEPは4箇所の拠点で活動した: 
- ヴェルノン: 大型の液体燃料推進
- ヴィラローチェ: 小型の推進系と人工衛星の装置
- レ ハイラン（英語版）: 固体燃料材料と耐熱素材
- イストル (Bouches-du-Rhône)

ヴィラローチェは2006年に閉鎖された。人工衛星の機構はContraves AGに移転した。人工衛星の推進系はヴェルノンに移転した。

## 主な製品
液体燃料ロケットエンジン: 

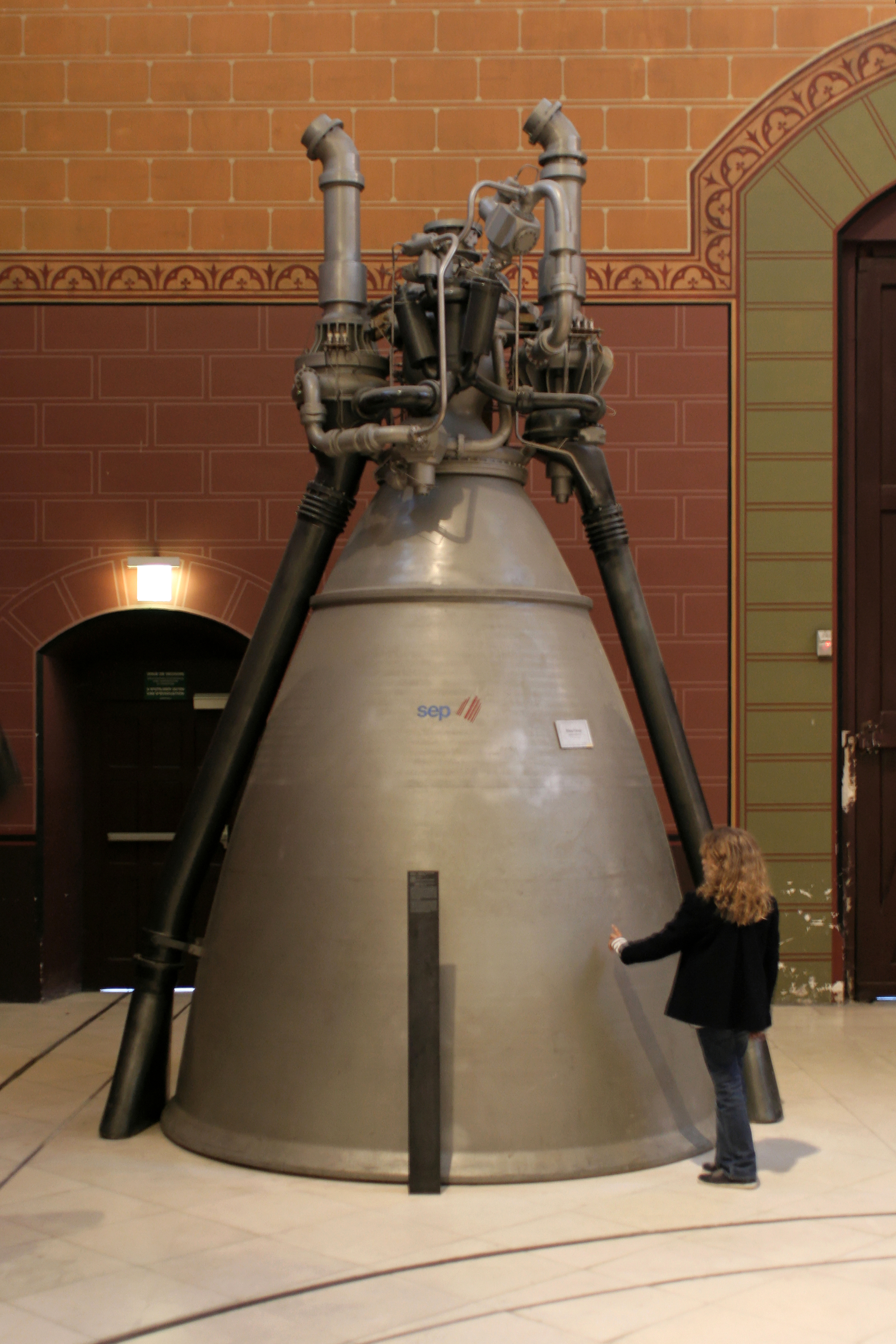
パリ工芸博物館で展示されるヴァルカンエンジン

- バイキングエンジン(アリアン1から4に搭載)
- HM7エンジン(アリアン 1から5に搭載)
- ヴァルカンエンジン(アリアン 5に搭載)
- Vinci(アリアン5用に開発中)

固体燃料ロケットエンジン： 
- 固体燃料補助ロケット ユーロプロパルジオンとの合弁事業(アリアン 5)
- ヴェガロケットのP80エンジン
- フランスの戦術ミサイル M51  GIE G2P

イオンロケットエンジン: 
- PPS-1350 (スマート1探査機に搭載)
- ロケットエンジンとターボジェットの伸展ノズル
- M88 ラファールに搭載
- Vinci
- アメリカのデルタIVのRL10-B2エンジン
- 炭素複合材による(降着装置、フォーミュラ1等の)ブレーキの開発: 現在はMessier-Bugattiで開発